# Iván Morales
Iván Andrés Morales Bravo (* 29. Juli 1999 in Longaví) ist ein chilenischer Fußballspieler. Der Stürmer steht aktuell beim CA Sarmiento in der argentinischen Primera División unter Vertrag.

## Karriere

### Im Verein
Morales wurde in der chilenischen Stadt Longaví geboren. Er wuchs in einfachen Verhältnissen auf, sein Vater starb 2014 bei einem Verkehrsunfall. Morales begann in der Akademie des Vereins CSD Colo-Colo in seinem Heimatort mit dem Fußballspielen. Später wechselte er in die Jugendakademie des Vereins in der chilenischen Hauptstadt Santiago. Dort durchlief er die weiteren Jugendmannschaften. In der Saison 2016 wurde er auch erstmals Teil des Profikaders von Colo-Colo in der Primera División. So gab er sein Debüt am 21. August 2016 beim 2:2-Unentschieden gegen Huachipato. Sein erstes Tor konnte er am 18. Dezember 2016 beim 2:1-Sieg gegen den CD Palestino erzielen. In den folgenden Jahren blieb Morales Teil des erweiterten Kaders von Colo-Colo und kam so unter anderem auch in der Copa Libertadores zum Einsatz. 2017 konnte er mit seiner Mannschaft die Meisterschaft gewinnen. Den Beginn der Saison 2018 verpasste er aufgrund eines Meniskusrisses. In der Saison 2019 entwickelte er sich mehr und mehr zum Stammspieler, allerdings verpasste er einen Großteil der Saison 2020 erneut verletzt. Seinen endgültigen Durchbruch schaffte er in der Saison 2021. In dieser Saison wurde er zum absoluten Stammspieler und konnte bisher in 24 Spielen 11 Tore erzielen.
Im Januar 2022 wechselte Morales zum mexikanischen Erstligisten CD Cruz Azul, wo er einen Vertrag über drei Jahre unterschrieb. Dort debütierte er am 3. Februar 2022 bei der 1:2-Niederlage gegen den Club Necaxa. In der Clausura der Saison 2021/22 kam Morales zwar zu einigen Kurzeinsätzen, konnte sich jedoch nicht in der Mannschaft etablieren. Dies blieb auch in der Saison 2022/23 unverändert. Am 31. Juli 2022 konnte er beim Spiel gegen Necaxa allerdings sein erstes Tor für seinen neuen Verein erzielen. Beim 2:1-Sieg gegen Querétaro sah Morales 10 Minuten nach seiner Einwechselung die Rote Karte, es war der erste Platzverweis seiner Profikarriere. In der Winterpause geriet Morales in Mexiko weiter in die Kritik, unter anderem wegen seiner schlechten Leistungen und auch, da er an der Geburtstagsfeier für den Sohn seines Mannschaftskollegen Julio Domínguez mit dem Thema „Drogenkartelle“ teilnahm. Auch in der Rückrunde kam er hauptsächlich zu Kurzeinsätzen. Am 19. März 2023 konnte er jedoch den 1:0-Siegtreffer gegen Atlético de San Luís per Strafstoß erzielen. Zu Beginn der Saison 2023/24 wurde Morales nicht berücksichtigt, kam jedoch in der U-23 seiner Mannschaft zum Einsatz. Im November 2023 einigte er sich mit seinem Verein auf eine Vertragsauflösung.
Daraufhin schloss sich Morales im Januar 2024 dem CA Sarmiento in der argentinischen Primera División an. Er debütierte für sein neues Team beim 0:0-Unentschieden gegen den CA Tigre am 25. Januar 2024 in der Copa de la Liga Profesional, bei dem er sogar in der Startformation seiner Mannschaft stand.

### In der Nationalmannschaft
Morales durchlief verschiedene chilenische Nachwuchsnationalmannschaften, so kam er unter anderem in der U-20 und der U-23 zum Einsatz. 2019 wurde er von Trainer Reinaldo Rueda erstmals für die chilenische A-Nationalmannschaft nominiert. Sein Länderspieldebüt gab er am 23. März 2019 bei der 1:3-Niederlage gegen Mexiko in einem Freundschaftsspiel. Nachdem er mehr als zwei Jahre daraufhin nicht berücksichtigt worden war, nominierte Nationaltrainer Martin Lasarte ihn zu den Länderspielen im September 2021, bei denen er auch in den Spielen gegen Brasilien und Kolumbien zum Einsatz kam. Am 9. Dezember 2021 konnte er beim 2:2-Unentschieden gegen Mexiko sein erstes Tor für die Nationalmannschaft erzielen.

## Erfolge
CSD Colo-Colo 
- Chilenischer Meister: 2017-T
- 3× Copa Chile: 2016, 2019, 2021
- 2× Chilenischer Supercupsieger: 2017, 2018

 CD Cruz Azul 
- Supercopa MX: 2022